# Daniele Salera
Mons. Daniele Salera (* 23. července 1970, Řím) je italský římskokatolický duchovní a biskup Ivrei.

## Život
Narodil se 23. července 1970 v Římě ve čtvrti Torpignattara.
Vstoupil do Papežského římského většího semináře. Dne 21. dubna 2002 byl papežem Janem Pavlem II. vysvěcen na kněze. Po vysvěcení působil jako farní vikář kostela Santa Maria Madre del Redentore. Na Univerzitě La Sapienza vystudoval sociologii a spirituální teologii. Od roku 2008 byl profesorem většího semináře a od roku 2014 jeho vicerektorem. Roku 2016 byl jmenován farářem farnosti San Frumenzio ai Prati Fiscali.
Dne 27. května 2022 jej papež František jmenoval pomocným biskupem diecéze Řím a titulárním biskupem z Tituli v Proconsulari. Biskupské svěcení přijal 29. června z rukou kardinála Angela De Donatis a spolusvětiteli byli kardinál Francesco Montenegro a kardinál Augusto Paolo Lojudice. Dne 16. prosince 2024 byl převeden do funkce biskupa Ivrei.